# Міський музей «Духовні скарби України»
Міський музей «Духовні скарби України» — приватний музей в Києві, заснований київським лікарем-кардіологом Ігорем Понамарчуком при сприянні та консультуванні мистецтвознавця Валерія Бітаєва.
В експозиції представлено близько 300 ікон кінця XV — початку ХХ століття та шедеври української народної художниці Марії Примаченко. Ще в одному залі проводяться виставки картин і скульптур сучасних майстрів.
Колекція ікон охоплює сто поширених іконографічних сюжетів, багато іконографічних образів Богородиці. Є декілька сюжетів, на створення яких вплинув розвиток західноєвропейського мистецтва, такі як «Коронування Діви Марії». У колекції представлена велика кількість зображень Ісуса Христа. Найпоширеніший образ, на якому зображено Спасителя, поруч Діву Марію, а з іншого боку — святого пророка Івана Предтечу. Багато ікон присвячено різним фрагментам із «Житія святих». Серед образів великомучениць є зображення святої Варвари, Параскеви та святої Катерини.